# Meridiani Planum
Meridiani Planum, nizina smještena dva stupnja južno od Marsovog ekvatora. Područje je na kojem se može pronaći kristalni hematit zbog čega znanstvenici vjeruju da su se tu nekoć nalazili drevni termalni izvori. Osim navedenoga, značajnije karakteristike uključuju vulkanski bazalt i udarne kratere.